# Mittelachsensatz

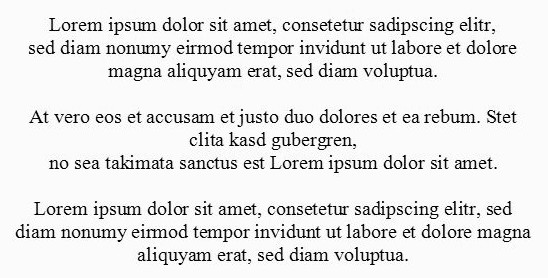
Mittelachsensatz

Beim Mittelachsensatz (axialer, zentrierter oder symmetrischer Satz) werden die Textzeilen zur Mitte zentriert geschnitten (zentrierter/axialer Zeilenfall). Dies geschieht durch eine gedachte senkrechte Linie durch die Kolumne. Der Text ist sowohl links als auch rechts dieser Linie gleich lang.

## Anwendung
Die axiale Anordnung des Textes erzwingt einen bestimmten Leserhythmus und hebt einzelne Satzteile hervor. Daher wird der Mittelachsensatz häufig bei Gedichten angewendet. Häufig findet er auch bei anderen kurzen Texten (Danksagungen, Geburtsanzeigen, Anzeigen, Urkunden) Verwendung.
Für Überschriften ist er ein stark gliederndes Element und bietet sich für die grundlegendere Struktur, wie auch Titelblätter an.
Für größere Textmengen eignet sich der Axialsatz nicht, da ein schneller und ungestörter Lesefluss nicht möglich ist.